# Partido Celeste Provida
El Partido Celeste Provida (PCP) es un partido político argentino fundado en 2018 cuya base ideológica se centra en la defensa de la familia tradicional y la postura provida.

## Historia
El Partido Celeste nació en 2018, siendo sus principales impulsores los referentes provida Raúl Magnasco y Ayelén Alancay, presidente y vicepresidente de la Fundación Más Vida.
En 2023 se alió con la coalición política La Libertad Avanza, liderada por Javier Milei, con el objetivo de brindarle la personería jurídica necesaria para presentarse en las elecciones presidenciales de Argentina de 2023. Sin embargo, en junio de ese mismo año, el partido se desligó de la coalición debido a la incorporación de potenciales candidatos con puntos de vista ideológicos diferentes al del partido.